# ガルミッシュ＝パルテンキルヒェン
座標: 北緯47度30分 東経11度5分 / 北緯47.500度 東経11.083度

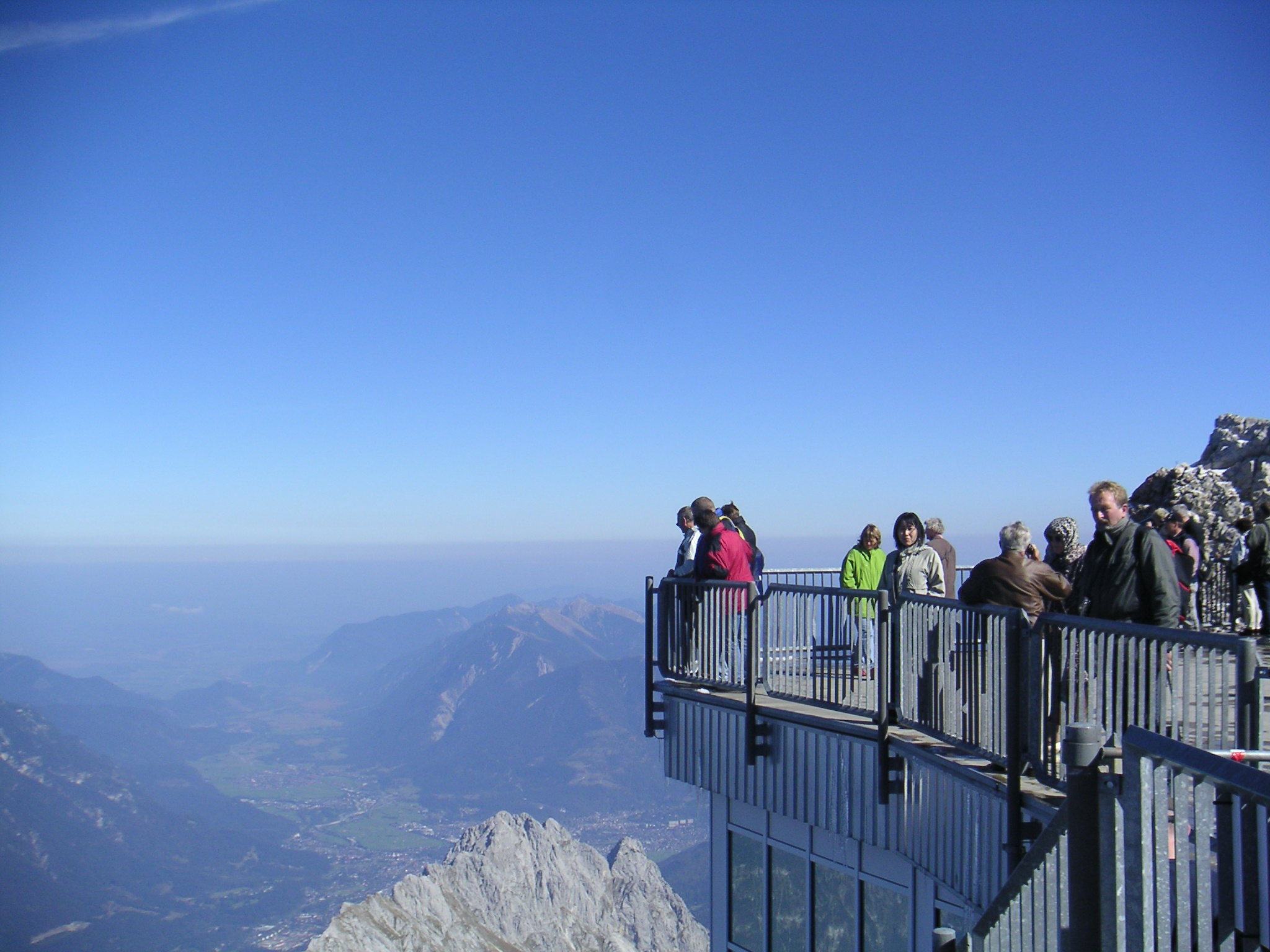
ツークシュピッツェ山

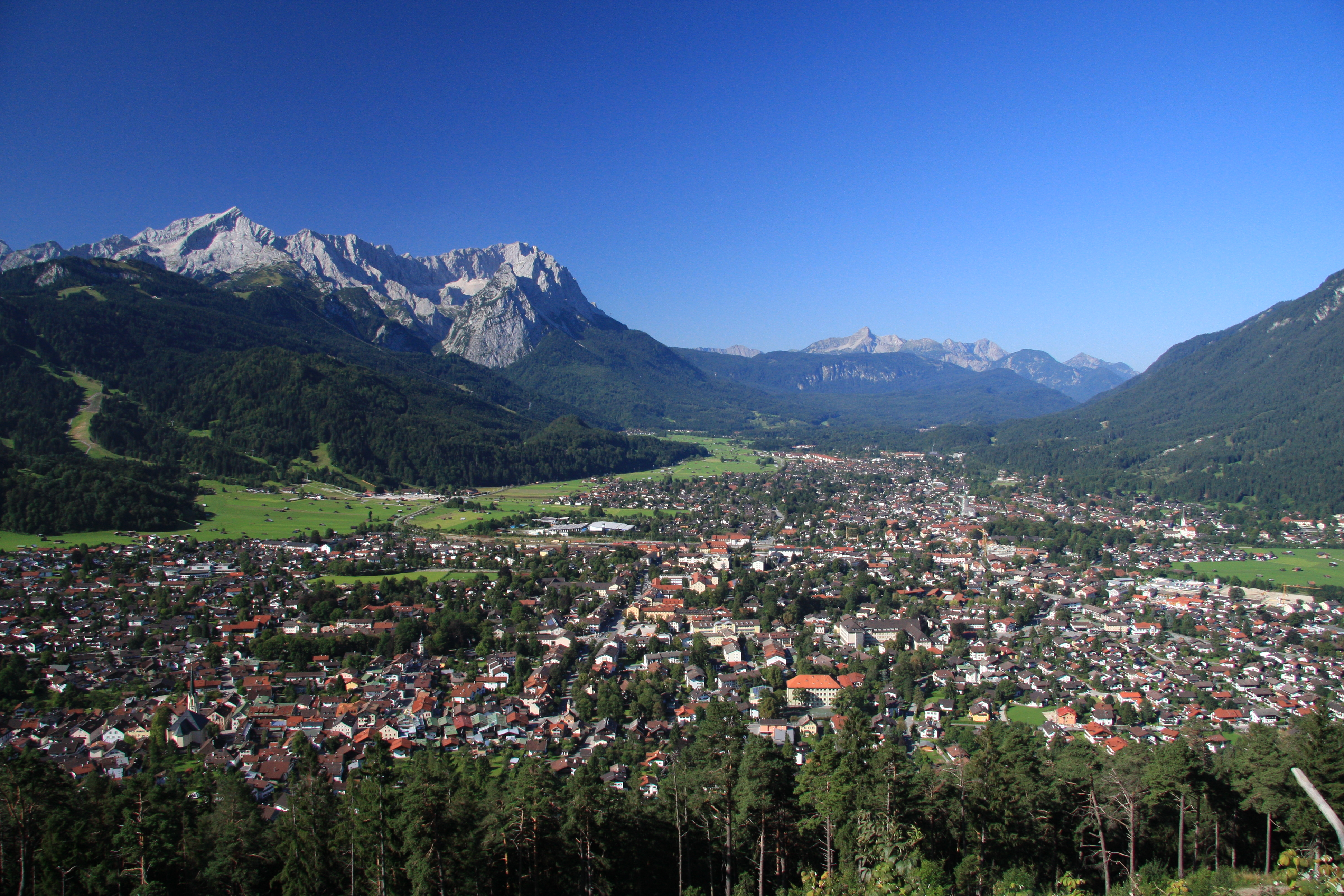

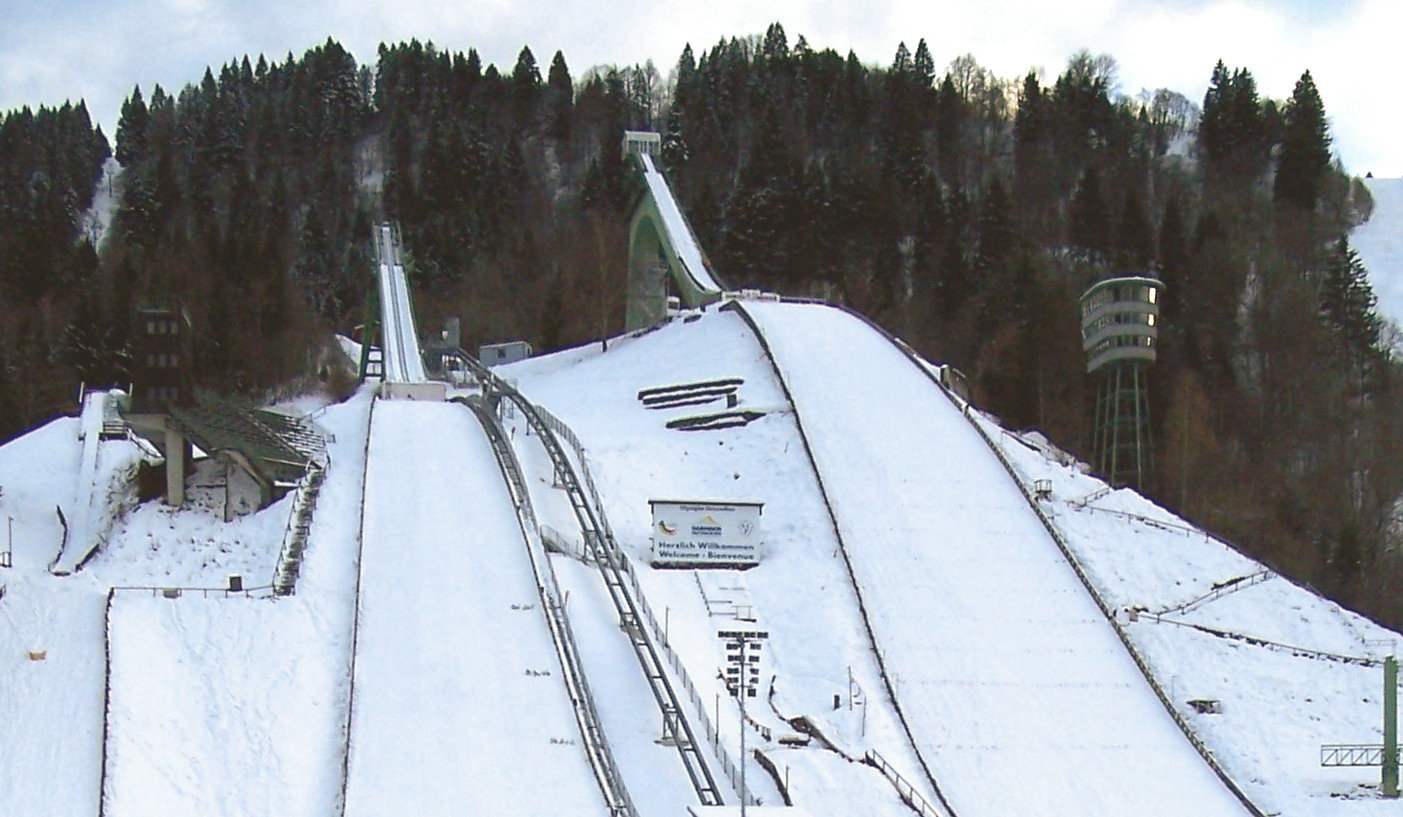
ジャンプ競技場（改修前）

ガルミッシュ＝パルテンキルヒェン（Garmisch-Partenkirchen）は、ドイツ連邦共和国のバイエルン州に属する都市である。冬季オリンピックである1936年ガルミッシュ・パルテンキルヘンオリンピックが開催されたことでも知られる。人口は約28,000人である。

## 地勢・産業
オーストリアとの国境近く、ツークシュピッツェ山の北麓に位置する。約80キロ北東にミュンヘン、約35キロ南東にオーストリアのインスブルックがある（ただし直線距離）。ミュンヘン、ツークシュピッツェ、インスブルック、ロイッテに鉄道が通じる。
鉄道のガルミッシュパルテンキルヒェン駅と線路を隔てて、西がガルミッシュ、東がパルテンキルヒェンである。ガルミッシュをロイナッハ川が、パルテンキルヒェンをパルトナッハ川が流れており、街の北で合流する。ガルミッシュ＝パルテンキルヒェン始発のバイエルンツークシュピッツ鉄道で、ツークシュピッツェ山の山頂付近まで登ることができる。途中駅のアイプ湖からはリッゲンバッハ式鉄道になる。終点駅からはロープウェーで山頂まで到達できる。

## 歴史
中世より水運の要所であった。この近辺での物資の積み替えは、アウクスブルクに拠点をおくフッガー家が担っていた。17世紀の三十年戦争では多大な被害を受けた。19世紀にバイエルン王国の領土となり、同世紀末にミュンヘンと鉄道で結ばれ、一大リゾート地として発展することになった。
街の名前が長いのは、もとはガルミッシュとパルテンキルヒェンは別の街であったためである。この地に1936年冬季オリンピック開催地を時のナチス政府が誘致しようとしたところ、街の規模が小さく開催地の基準に満たなかったことから、基準を満たすように2つの街を合併することとなった。合併に際して住民の多くは反対だったようであるが、政府の強力な主導で1935年、冬季オリンピック開催を前に、ガルミッシュとパルテンキルヒェンが合併して現在の街となった。

## 文化
作曲家リヒャルト・シュトラウスが、その晩年をこの地で過ごした。名誉市民の称号も受けており、街にはリヒャルト・シュトラウス博物館もある。また、「はてしない物語」などの代表作で知られるミヒャエル・エンデの出生地でもある。
冬季オリンピック（1936年）、アルペンスキー世界選手権（1978年、2011年）の開催地であり、現在もスキージャンプ週間第2戦の開催地であることで、ウィンタースポーツが盛んな場所として世界的に知られている。

## 人物

### 出身者
- ミヒャエル・エンデ - 児童文学作家
- ミリアム・ゲスナー - バイアスロン選手
- ハンス＝ヨアヒム・スタック - レーシングドライバー
- マグダレナ・ノイナー - バイアスロン選手

### ゆかりの人物
- リヒャルト・シュトラウス - 作曲家。終焉の地。
- フェリックス・ノイロイター - アルペンスキー選手。ミュンヘンで生まれ、同市で育った。
- ラーマ10世 - タイ国王。新型コロナウイルス感染症対策としてガルミッシュ＝パルテンキルヒェンにあるグランド・ホテル・ゾンネンビッヒルを貸し切って側近と共に滞在した。[4][5][6]